# George Frampton
Pour les articles homonymes, voir Frampton (homonymie).
George James Frampton, né le 18 juin 1860 à Londres et mort le 21 mai 1928 , est un sculpteur britannique.

## Biographie
George Frampton, né le 18 juin 1860 au 91 Brook Street, Lambeth, Londres, est le deuxième fils de James Frampton, compagnon maçon londonien, et de sa femme, Teresa, née Llanfield.
Il est l'un des chefs de file du mouvement de sculpture anglais appelé « New Sculpture movement » et devient Maître d'Art Workers' Guild en 1902.
Il épouse Christabel Cockerell, dont il a un fils, le peintre et graveur Meredith Frampton. Il est décoré de l'Ordre de Léopold II.

## Œuvres
- Les sculptures les plus connues de Frampton sont les sept Peter Pan qu'il a réalisés, commandés par James Matthew Barrie lui-même. Ces statues se trouvent :
  - Dans le Kensington Gardens, Londres, Royaume-Uni
  - Dans le Sefton Park, Liverpool, Royaume-Uni
  - Dans le parc d'Egmont à Bruxelles, Belgique
  - Dans le Johnson Park à Camden, États-Unis
  - Dans les Queens Gardens à Perth, Australie
  - Dans le Glenn Gould Park à Toronto, Canada
  - Dans le Bowring Park, à Saint-Jean de Terre-Neuve, Canada
- St. Mungo as the Patron of Art and Music au Kelvingrove Art Gallery and Museum
- St James' Church, Warter Yorkshire de l'Est
- mémorial Quintin Hogg (1845–1903) à Portland Place Londres

## Galerie

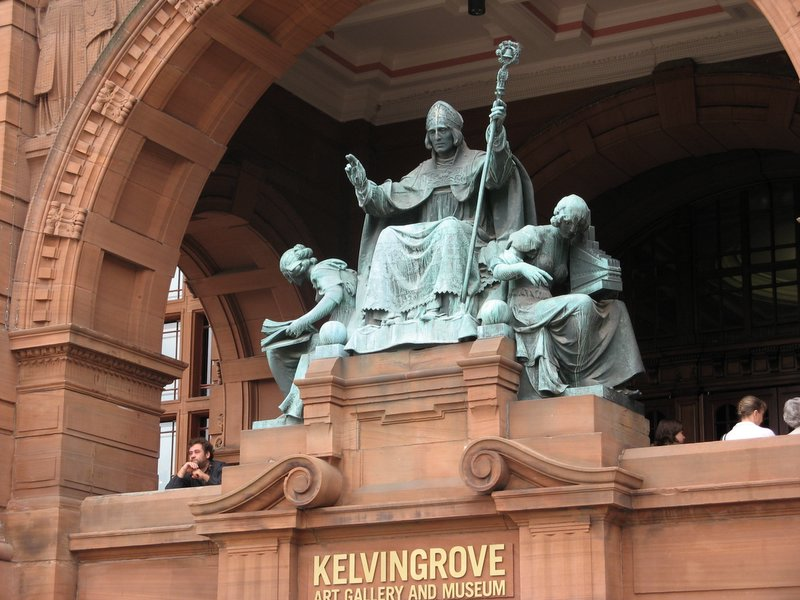
Statue Kelvingrove Art Gallery and Museum
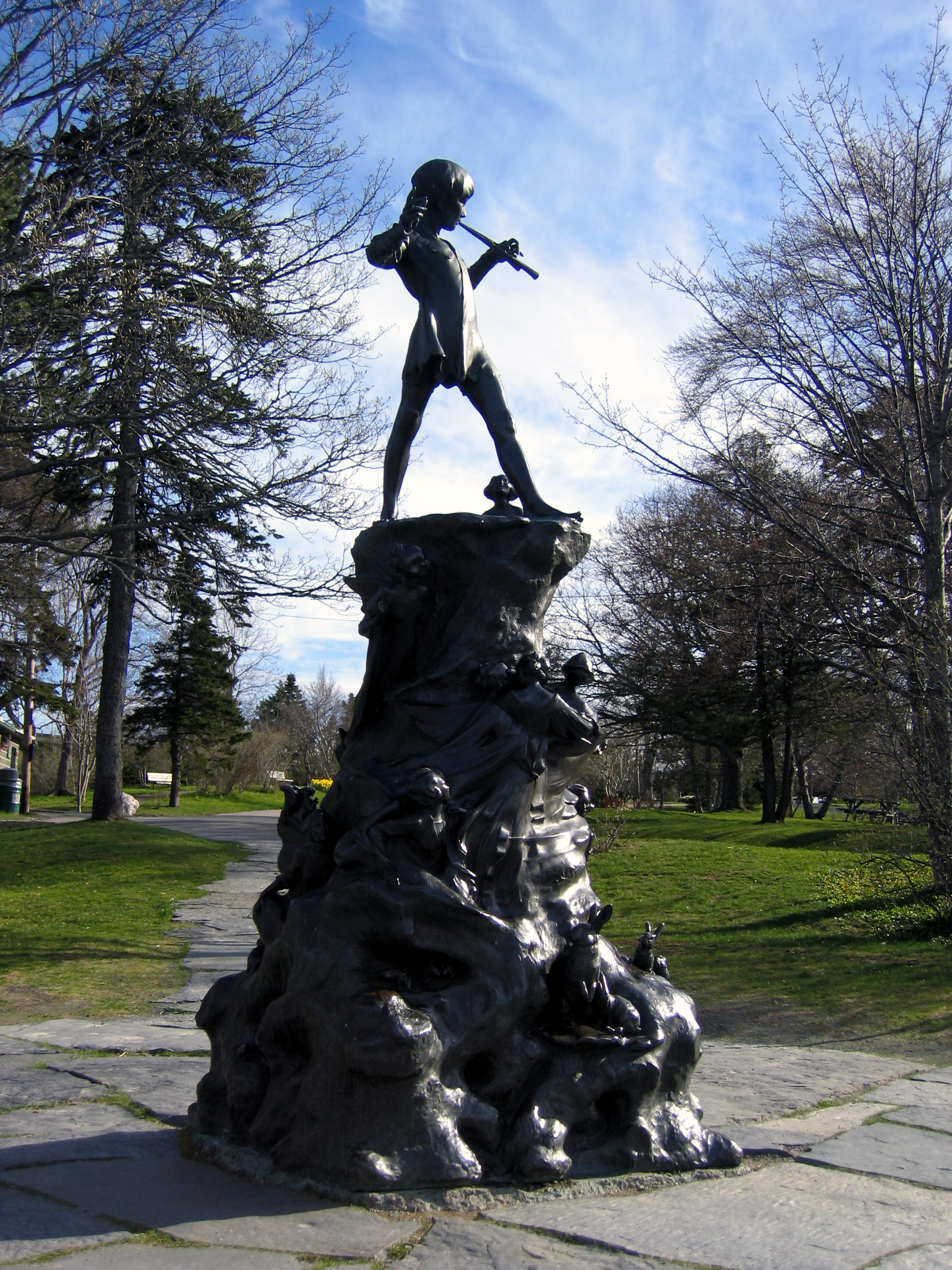
Statue de Peter Pan à Saint-Jean de Terre-Neuve
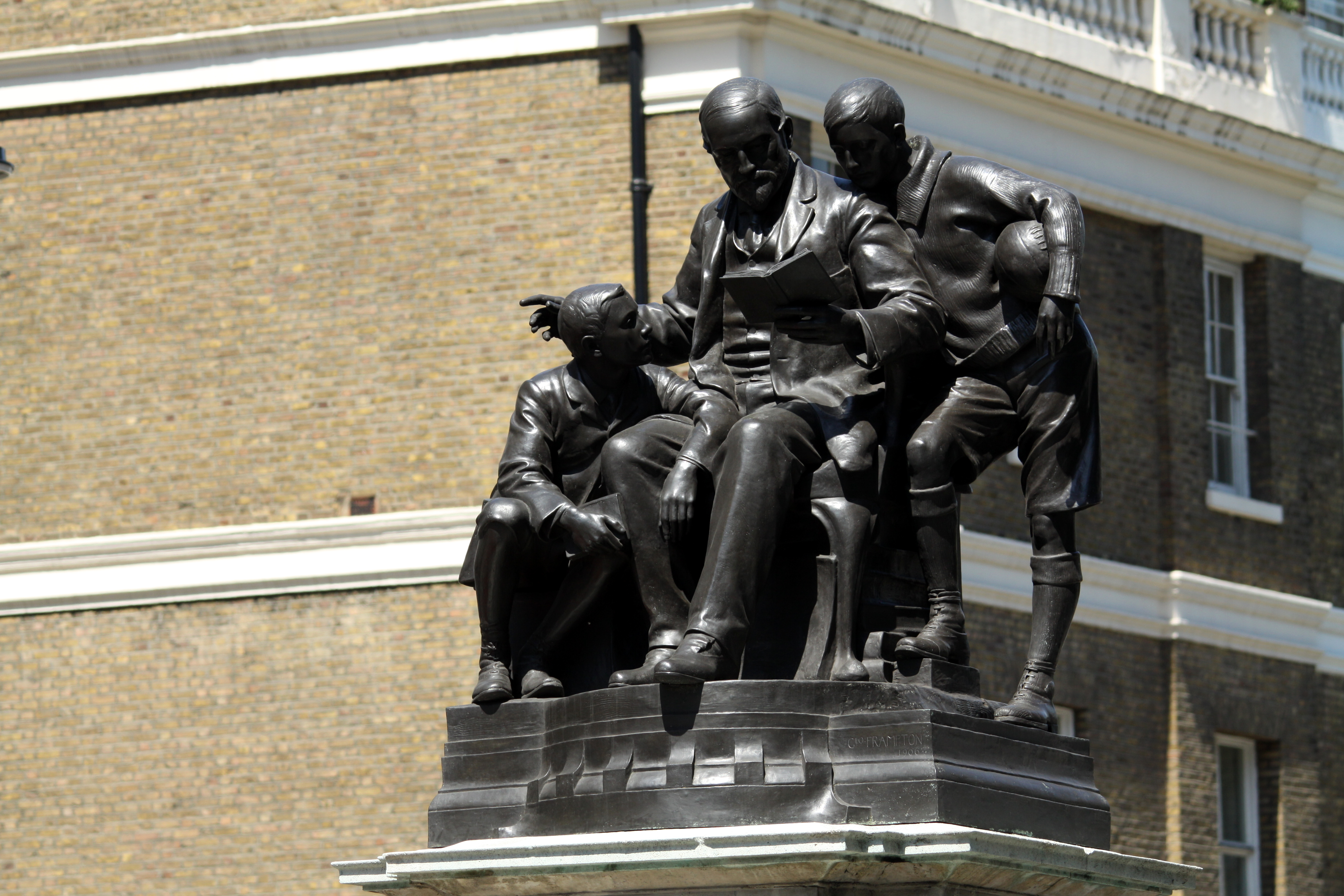
mémorial Quintin Hogg (1845–1903)
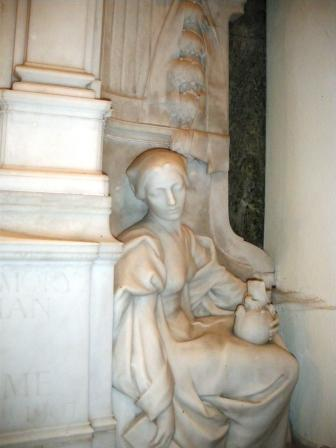
mémorial du Sir George Frampton (détail) St James' Church, Warter
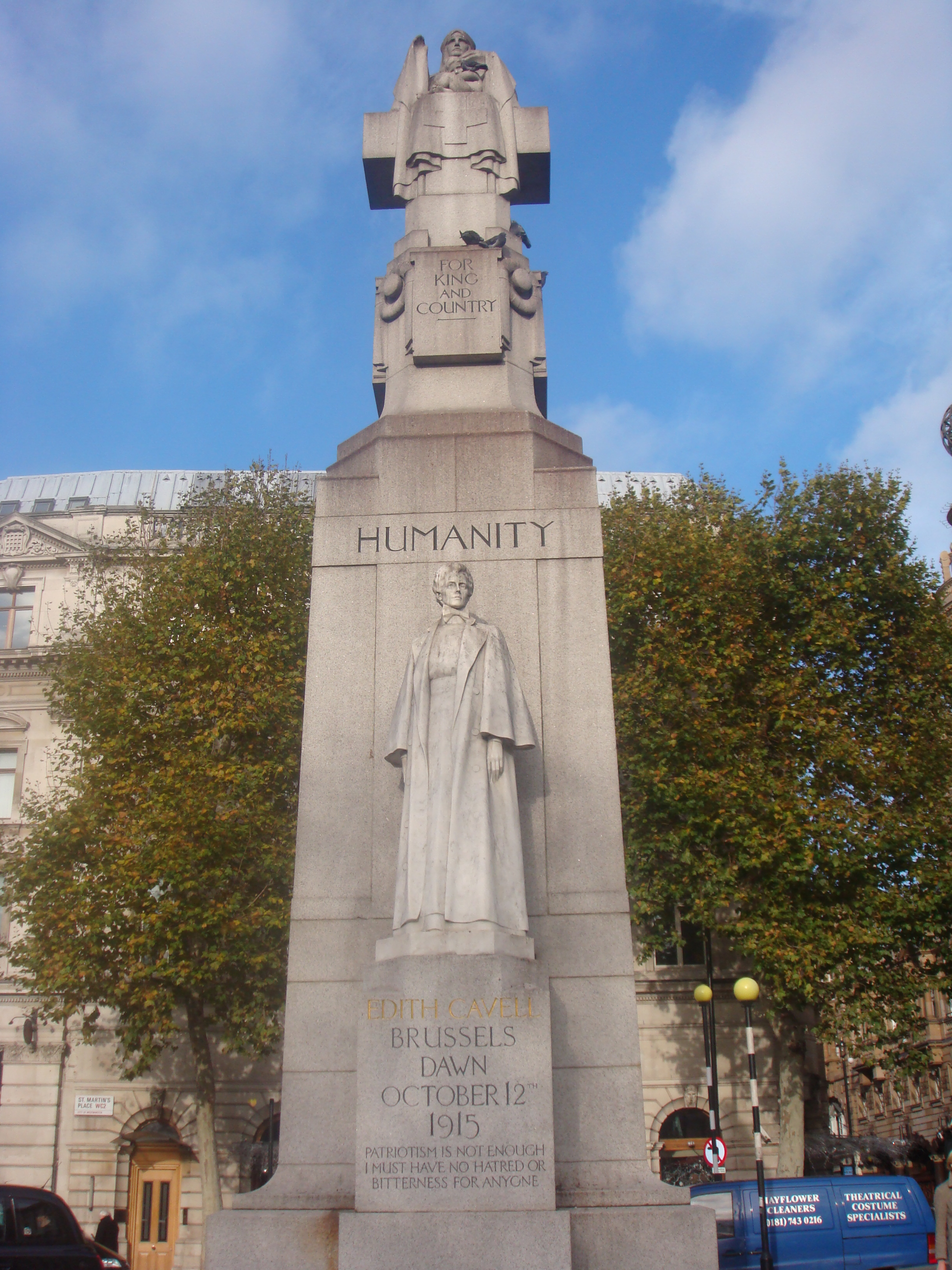
Statue d'Edith Cavell à Londres
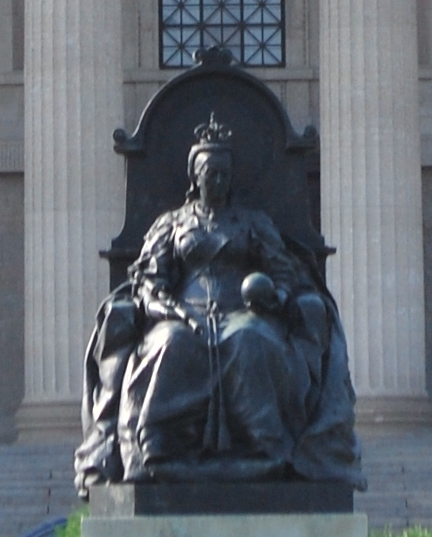
Statue de la Reine Victoria (Winnipeg)